# Piekary Śląskie
Piekary Śląskie (alemán Deutsch Piekar) es una ciudad polaca ubicada en el voivodato de Silesia. 
La superficie es 40 km². En 2006 en Piekary Śląskie vivían 59 675 habitantes y la densidad de población era de 1 493 por kilómetro cuadrado. Los códigos postales de Piekary Śląskie varían entre 41-940 y 41-949. La altura varía entre 261 y 350 metros sobre el nivel del mar. Piekary Śląskie limita con: Chorzów, Siemianowice Śląskie, Bytom, Tarnowskie Góry y Bobrowniki.

## Barrios
Hay siete barrios de Piekary Śląskie.
1. Kozłowa Góra
2. Centrum
3. Szarlej
4. Brzozowice
5. Kamień
6. Brzeziny Śląskie
7. Dąbrówka Wielka